# Liste der spanischen Botschafter in Ägypten
Liste der spanischen Botschafter in Ägypten. Die spanische Botschaft befindet sich in der 41, Ismail Mohamed, Zamalek in Kairo. Die Botschafter sind auch regelmäßig bei der Regierung in Karthum akkreditiert.

## Geschichte
Königin Isabella I. von Kastilien entsandte 1501/1502 Petrus Martyr von Anghiera in einer Sondermission an den Hof von Sultan al-Ghuri. Ab 1516 stand Ägypten lange unter Fremdherrschaft, erst der des Osmanischen Reichs, 1882 bis 1922 unter der des Britischen Weltreichs.

## Missionschefs

### Spanische Generalkonsuln in Ägypten
- 1884: Eduard Toda i Güell
- 1886: Luis Polo de Bernabé Pilón

### Spanische Botschafter in Ägypten
| Ernennung/Akkreditierung | Name                                              | Bemerkungen | ernannt von                  | akkreditiert bei       | Posten verlassen |
| ------------------------ | ------------------------------------------------- | --- | ---------------------------- | ---------------------- | ---------------- |
| 11. Jan. 1931            | Carlos López Dóriga                               | [ 2 ] | Niceto Alcalá Zamora         | Fu'ād I.               |                  |
| 1935                     | Alonso Caro y del Arroyo                          | | Manuel Azaña                 | Fu'ād I.               | Okt. 1936        |
| 1937                     | Gabriel Alomar                                    | | Manuel Azaña                 | Fu'ād I.               | 1938             |
| 19. Juli 1936            | Carlos de Miranda y Quartín                       | Conde de Casa Miranda (* 18. November 1895 in Madrid) | Francisco Franco             | Faruq                  | 9. Sep. 1947     |
| 9. Sep. 1947             | Alonso Caro y del Arroyo                          | | Francisco Franco             | Faruq                  | Jan. 1950        |
| Mai 1951                 | Domingo de las Bárcenas y Lopez-Mollinedo Mercado | | Francisco Franco             | Faruq                  |                  |
| Aug. 1958                | José Felipe de Alcover y Sureda                   | | Francisco Franco             | Gamal Abdel Nasser     | 1962             |
| 1962                     | Manuel Valdés Larrañaga                           | | Francisco Franco             | Gamal Abdel Nasser     | 1964             |
| 1965                     | Miguel María de Lojendio e Irure                  | | Francisco Franco             | Gamal Abdel Nasser     |                  |
| 27. Juni 1968            | Ángel Sagaz Zubelzu                               | | Francisco Franco             | Gamal Abdel Nasser     | 7. März 1972     |
| 1976                     | Manuel Díez-Alegría                               | [ 3 ] | Adolfo Suárez                | Anwar as-Sadat         | 1978             |
| 1990                     | Eudaldo Mirapeix                                  | | Felipe González              | Muhammad Husni Mubarak | 15. Mai 1995     |
| 15. Mai 1995             | Juan Alfonso Ortiz Ramos                          | 1985 Botschafter in Zaire, 1990–1991: Botschafter in San José (Costa Rica) | Felipe González              | Muhammad Husni Mubarak | 10. Nov. 2000    |
| 2001                     | Pedro López de Aguirrebengoa                      | 13. Okt. 1967: Geschäftsträger in Nouakchott, Mauretanien, 1977–1982: Leiter der Dirección General de Política Exterior para África y Asia Continental, 1986–1992 Botschafter in Tel Aviv, 1992–1996 Botschafter beim Heiligen Stuhl | José María Aznar             | Muhammad Husni Mubarak | 2006             |
| 2006                     | Antonio López Martínez                            | (* 18. Dezember 1945 in Lorca) 2001–2006: Botschafter in Amman | José Luis Rodríguez Zapatero | Muhammad Husni Mubarak | 2010             |
| 16. Okt. 2010            | Fidel Sendagorta Gómez del Campillo               | [ 6 ] | José Luis Rodríguez Zapatero | Muhammad Husni Mubarak | 2014             |
| 11. Apr. 2014            | Arturo Avello Díez del Corral                     | | Mariano Rajoy                | Adli Mansur            | 2018             |
| 22. Okt. 2018            | Ramón Gil-Casares Satrústegui                     | | Pedro Sánchez                | Abd al-Fattah as-Sisi  | 2022             |
| 24. Aug. 2022            | Álvaro Iranzo Gutiérrez                           | | Pedro Sánchez                | Abd al-Fattah as-Sisi  | heute            |